# John Locke
John Locke (Wrington, Somerset, 1632. augusztus 29. – Oates, Essex, 1704. október 28.) angol filozófus, orvos és politikus. Az angol empirizmus, illetve a korai materializmus egyik fő képviselője, egyike azon gondolkodóknak, akik a tapasztalatot teszik meg a filozófia alapelvévé: minden tudás a tapasztalattól függ és annak ellenőrzése alatt áll.
Az államról, a vallási toleranciáról és a pedagógiáról vallott nézetei nagy befolyással voltak a felvilágosodásra és a politikai liberalizmusra. Ötvenes éveitől lett híres ember, de hírnevét végül filozófusként érdemelte ki, műveinek, elsősorban az 1689-ben megjelent Értekezés az emberi értelemről című munkájának a publikálása révén.
Életét két kérdés vizsgálatának szentelte: hogyan lehetséges, hogy az emberek bármit is tudni képesek, és hogyan kell megpróbálniuk élni? Azt szerette volna megmutatni, hogy az embernek a természetben elfoglalt helyének racionális megértése azt kívánja tőlünk, hogy keresztényként éljenek.

## Élete és munkássága
John Locke egy Somerset grófságbeli faluban született 1632 nyarán. Apja ügyvéd volt Somersetben, kisebb földbirtokkal is rendelkezett, azonban nem számítottak vagyonos családnak. Apja barátjának, Alexander Pophamnek (aki Délnyugat-Anglia képviselője volt) köszönhetően John Locke a Westminster Schoolban tanulhatott, majd az oxfordi Christ Church College hallgatója lett. Kezdetben az orvostudomány érdekelte, szorosan együttműködött Thomas Sydenhammel, a 17. század egyik legjelentősebb orvosával, a fertőző betegségek kezelésének az úttörőjével.
Oxfordban összesen 15 évet töltött, egészen 1667-ig élt itt. Két művet írt ezen évek alatt: egy latin-angol nyelven íródott esszé-párt: Two Tracts on Goverment (Két traktátus a kormányzatról, 1660–61), ami azonban a 20. századig nem jelent meg nyomtatásban. A második mű címe: Essays on the Law of Nature (Tanulmányok a természeti törvényekről), amely ugyancsak a 20. században került kiadásra. Ezen írások főként a vallási szabadságról és az emberi élet helyes vezetéséről szóltak.
1665-ben követségi titkárként kísérte a brandenburgi udvarba küldött angol követet, két évet töltött Klevében. Angliába visszatérve természettudományi, elsősorban meteorológiai vizsgálatokat folytatott.
1666-ban megismerkedett Lord Ashley-vel, a későbbi Shaftesbury első gróffal, akinek köszönhetően 1667-ben, több mint három évtizedre bekapcsolódott az angol országos politikába. Hosszú évekig lakott Shaftesbury gróf házában részben mint orvos, részben mint nevelő. 1668-ban Northumberland grófját kísérte el Franciaországba és Itáliába. Ezekben az években számos kisebb-nagyobb értekezést írt: 1667-ben a vallási türelemről, 1668-ban egy hosszú kéziratban a kamat szabályozásának célzó kormányzati törekvések hiábavalóságáról.
Shaftesburyt, Locke pártfogóját 1672-ben lordkancellárrá nevezték ki, s ekkor Locke is jelentős állami hivatalhoz jutott. 1675-ben egészsége megromlott, de továbbra is Shaftesbury grófnak dolgozott, aki közben a Danuby gróf vezette királyi kormányzat ellenzékévé vált. Locke ez idő tájt sokat utazgatott Franciaországban Shafesbury egyik leggazdagabb szövetségesének a fiával, Caleb Banks-szel. Ezen utazások során fordította le a janzenista Pierre Nicole néhány etikai tanulmányát.
1679 április végén Locke visszatért Londonba, ahonnan 1683 késő nyarán, több mint ötvenévesen Rotterdamba menekült az ellene indult politikai vádak miatt.

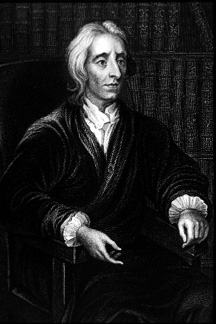
John Locke

1688-ban az anglikán egyház védelmezőjeként, az angol nemzet jogainak és szabadságainak helyreállítójaként a protestáns vallást követő Orániai Vilmos partraszállt Angliában, emiatt a római katolikus vallású II. Jakab angol király elmenekült, Locke pedig visszatért Londonba. Ekkor publikálta névtelenül a Levél a vallási türelemről című művét, áprilisban Hollandiában latinul, majd októberben Londonban angolul. Ugyanebben az évben, ugyancsak a szerző megjelölése nélkül jelent meg Londonban az Értekezés a kormányzatról című írása is. Harmadik nagy műve az Értekezés az emberi értelemről december közepén, díszes kiadásban jelent meg, saját nevével a címlapon.
Életének hátralevő tizenöt évében tovább foglalkozott politikával és filozófiával egyaránt: politikai tanácsadó és a Kereskedelmi Minisztérium hivatalnoka volt. Ezekben az években Locke több jelentős munkát is publikált, ezek közül kettő a pénzrendszerrel foglalkozott, de írt a gyermeknevelésről is: Some Thoughts concerning Education (Néhány gondolat a nevelésről), e mű főleg Locke barátjának, a somerseti Edward Clarke-nak és feleségének gyermekek egészségével és nevelésével kapcsolatban adott tanácsokból áll. Utolsó műve, a The Reasonableness of Christianity (A kereszténység észszerűsége) 1695 ben látott napvilágot. E írás miatt szocinianizmussal vádolták, mely vádakra Locke két névtelen vindikációval válaszolt. 1697-ben további három munkáját jelenteti meg a vádakra felhozott válaszként, mely művek egyben Locke életének utolsó értekezései is voltak.
1704-ben halt meg barátai, a Masham család oatesi házában, Essexben.

## Filozófiája

### Államfilozófiája
Locke 1660-ban a Two Tracts on Government című írásában fejtette ki az állam kialakulásáról és működéséről szóló érveit: az államformát az határozza meg, hogy a közösség kinek (kiknek) a kezébe teszi le a hatalmat. A fentiek alapján különböztethető meg egymástól a demokrácia, az oligarchia és a monarchia. Locke tipológiája tehát az arisztotelészi osztályozást követi annyiban, amennyiben a hatalom gyakorlóinak személye alapján csoportosít. Később az Egyesült Államok függetlenségi nyilatkozatának szövegében Locke nézetei is megjelentek, amelybe bizonyos sorokat szó szerint vettek át tőle.Thomas Jefferson mesterének tartotta Locke-ot, a szenzualista materializmus atyját.
Az államforma demokrácia, ha a ”többség kezében van a közösség egész hatalma azok felett, akik először egyesülnek társadalommá és ezért a többség használhatja ezt a hatalmat arra, hogy időről időre törvényeket hozzon a közösség számára…” Az oligarchia abban különbözik a demokráciától, hogy itt néhány kiválasztott ember jut hatalomhoz – általában nem választás útján –, s ez a hatalom öröklődik utódaira. Végül a monarchia utópikus jegye, hogy a közösség egy embernek adja át a hatalmat, amely örökletes monarchiává lesz, amennyiben egy ember és örökösei birtokolják; választott monarchiává pedig akkor, ha a közösségre száll vissza a monarchia választásának joga annak halála után.

#### A társadalmi szerződés
Locke, Hobbeshoz hasonlóan azt állította, hogy az ember nem mindig társadalomba szerveződve élt. Eredetileg minden egyes ember a maga ura volt, és csak a természet törvényeinek volt alávetve, amelynek legfőbb szabálya az Istentől teremtett természet fenntartása volt. Az Isten teremtette természeti törvények megtiltják mások életének, egészségének, szabadságának és birtokának a megkárosítását vagy megsemmisítését. Ezt az állapotot nevezzük természeti állapotnak. Bárhol is éljenek együtt emberek, ha nincs fölöttük döntésre jogosult hatalom amelyhez folyamodhatnak, akkor ezek az emberek természeti állapotban élnek.
Locke természeti állapotról alkotott felfogása abban különbözött Hobbesétól, hogy míg Hobbes azt állította: "ember embernek farkasa", addig Locke szerint ez az állapot békés is lehetne, ha az emberek egy része nem venné semmibe a természeti törvényt, így megtörve a békés állapotot. Hogy ezeket a kihágásokat megfékezzék, az emberek létrehoztak törvényeket, amelyek segítségével büntetéseket róhatnak ki azokra, akik életüket vagy vagyonukat veszélyeztethetik. Ezek a törvények képezték a társadalmi szerződést: az emberek közösségekbe tömörültek, amelyeket törvények szabályoztak. Hogy az önbíráskodásokat elkerüljék, a végrehajtó hatalmat átadták egy felsőbb instanciának. A felsőbb instancia tagjait az emberek maguk közül választják azzal a feltétellel, hogy betartják a természet adta törvényeiket. Ha a vezetők nem tartják be a természeti törvényekben foglaltakat, akkor a népnek joga van a forradalomhoz.

#### A törvények
Locke-nál a törvény kiemelten fontos : a törvény az egyedüli olyan közhatalmi aktus, amelynél megkövetelt feltétel – sőt fogalmi elem – a társadalmi jóváhagyás. Ebből viszont világosan adódik az, hogy törvényt csak a törvényhozó hatalom hozhat, hiszen a „társadalom felett csak a társadalom tagjainak beleegyezésével és a tőlük kapott felhatalmazás alapján lehet valakinek törvényhozó hatalma. Locke szerint ahol nincs törvény, ott nincs szabadság sem. Az ember természetes szabadsága, hogy a természet törvénye szabályozza őt, de semmi más nem szabhat neki korlátot.

#### A tulajdonjog problémája
A magántulajdon és a közös tulajdonú javak közötti különbséget a munka hozza létre. A munka a munkás tulajdona, az ember jogot szerez arra, amin dolgozott. Kezdetben, a természeti állapotban mindenkinek csak a saját személye és munkája állt tulajdonában. A tulajdon problémája akkor keletkezett, amikor az ember a természeti állapotból áttért a közösségi létre és megjelent a pénz. A természeti állapotban mindenkinek az állt a tulajdonában, amire megélhetéséhez szüksége volt. Továbbá régen sok termőföld és kevés ember volt. Nem volt oka felhalmozni javakat, mert nem tudta volna ennek hasznát venni. Az államon belül, miután megjelent a pénz, lehetősége nyílt a felhalmozásra, ezért több földet akart megművelni stb. Ekkor vált fontossá a magántulajdont rögzítő törvény.

#### Az állam hármas funkciója

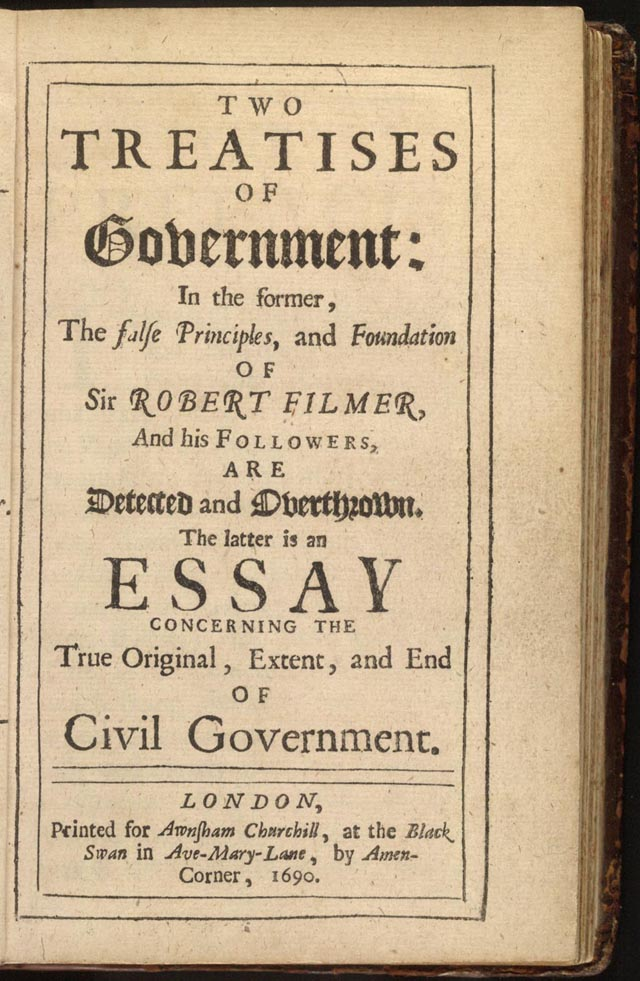
Két értekezés a kormányról

Locke a három állami funkció mellé rendeli a három – modern megfogalmazással élve – államhatalmi ágat: törvényhozás, végrehajtás és föderatív hatalom.
A törvényhozó hatalom funkciója a törvényalkotás. Miután azonban a törvény Locke politikai filozófiájában állandó és változatlan érvényű, ezért egy olyan hatalomra van szükség, amely állandóan alkalmazza azt: ez a végrehajtó hatalom. A harmadik; az állam funkciójához rendelt hatalom a föderatív hatalom, amely „magába foglalja az államon kívüli személyekkel és közösségekkel való szövetségkötések és egyéb egyezségek hatalmát.” Locke szerint a törvényhozó és végrehajtó hatalom elválasztása könnyen megvalósítható, hiszen két, egymástól merőben különböző állami funkciót valósítanak meg.
A végrehajtó és föderatív hatalom elválasztása azonban sokkal problematikusabb, mivel mindkét mögöttes állami funkció megvalósításához a társadalom egészének ereje kell. A fenti két hatalom erőltetett szétválasztása pedig „oda vezetne, hogy az állam erejével különböző vezérek rendelkeznének, ami viszont előbb-utóbb zűrzavart és romlást idézne elő.”

#### Vallásfilozófia
Értelmünkkel csak Isten léte ismerhető meg, lényét behatóbban a természetfölötti kinyilatkoztatás ismerteti meg, vagyis a racionális teológia ismeretkörét a kinyilatkoztatás egészíti ki. Azonban a kinyilatkoztatás igazságát is az ész állapítja meg, mert csak az lehet kinyilatkoztatott igazság, ami az ésszel is belátható, vagy pedig ha fölötte áll az észnek (mint pl. a feltámadás, a megváltás tana), nem ellenkezik azzal. Ilyen értelemben tehát a hit és ész között nincs ellentét.
A hitnek az értelemhez való viszonyát tárgyalva három eshetőséget említ:
- Az első esetben a hit megfelel az értelemnek. Ilyenkor nincs semmiféle nehézség.
- Ha a hagyományos vallás egyes tételei ellentmondanak az észérveknek, akkor a tiszta és határozott intuitív ismeretnek ellentmondó tanítást el kell vetni, mivel az igaz és a hamis alapjában rendülne meg.
- A harmadik esetben a hit olyant tanít, ami felette áll az értelemnek, de nem mond ellent neki. Ilyenkor, ha a hit a kinyilatkoztatáson alapul, el kell fogadnunk.

Locke lehetségesnek tartja a csodát és a kinyilatkoztatást, mert nem észellenes, hanem ész feletti. Azt ellenben, hogy mi tekinthető kinyilatkoztatásnak, az emberi értelemnek kell eldöntenie és nem a hitnek.
Írásaiban Locke a vallásszabadságot követeli, melyből csak az ateistákat és a katolikusokat zárja ki. Az ateistákat azért, mert esküt nem tesznek; a katolikusokat pedig azért, mert – véleménye szerint – esküjük kötelezettsége alól a pápa feloldhatja őket. Így mindketten veszélyesek az államra.

### Ismeretelmélet
Locke filozófiájának központja az ismeretelmélet, amelyet részletesen az Értekezés az emberi értelemről című művében fejt ki. Az ismeretelmélet feladata, hogy az emberi megismerés eredetét és alapelveit feltárja és rámutasson az ember megismerő-képességének a határaira. Az emberi tudás természetének a vizsgálata azzal a haszonnal jár, hogy feltárja, meddig is terjed a megismerő képességünk, és mi az, ami meghaladja a megismerő képességünket – vélte Locke. Hogy az előbb felvetett problémára választ tudjon adni, először arra a kérdésre kell válaszolnia, hogy honnan erednek az emberek ismeretei: Hobbeshoz hasonlóan Locke bírálta Descartes velünk született eszmékről vallott nézeteit: szerinte az újszülött agya, lelke üres lap (tabula rasa), melyet a tapasztalás ír tele. A tapasztalásnak két módja van: az érzékelés és az eszmélkedés. A külső világ benyomásait érzékeljük, saját lelkivilágunkról pedig belülről, intuitív módon tájékozódunk. Mint ahogy nincsenek velünk született elméleti ismereteink, mondta Locke, éppúgy nincsenek velünk született erkölcsi (gyakorlati) alapelvek sem. Mert ha az erkölcsi szabályok minden emberrel vele születnének, akkor általánosan elfogadottnak kéne lenniük. A tapasztalat azonban nem ezt mutatja: ami egyes népeknél igazságos az lehet, hogy más népnél törvénybe ütköző. Az isteneszme sem velünk született.
Locke ismeretemeletének alaptétele tehát az, hogy az emberben semmiféle tapasztalatot megelőző ismeret sincs. De akkor honnan származnak a tudatunkban levő dolgok? Locke válasza az, hogy minden eszménket a tapasztalatból szerezzünk. A tapasztalatnak pedig két forrást jelöl meg:
1. külső érzékelés (sensation): az érzékszerveinken keresztül, azokra hatva, a külvilág tárgyai bizonyos eszméket hoznak létre bennünk, ezekre támaszkodnak a külvilágra vonatkozó ismereteink.
2. belső önérzékelés (reflection), ami a gondolkodás, a hit stb. tevékenysége. Saját elménk működéséről és állapotairól ad ismereteket.

Az érzékelés segítségével látom a színeket, a dolgok alakját, nagyságát, mozgását stb. A belső önérzékelés, a reflexió – ami időben később alakul ki az érzékelésnél, és nem is létezhetne anélkül – segítségével azt észlelem, ha gondolok valamit, ha akarok valamit, ha éhes vagyok stb.
Az eszméket Locke tovább osztja egyszerűekre és összetettekre attól függően, hogy közvetlenül a tapasztalatból erednek vagy sem. Az egyszerű eszmék tovább már nem bonthatóak elemi alkotórészekre, az emberi elme pedig csak passzív befogadásukra képes. Az összetett eszmék tovább tagolhatók:
- csak az érzékek által érzékelhetők (ilyenek például a színek, hangok)
- több érzék által felfoghatók (például tér, mozgás)
- a reflexióból erednek (belső tudati folyamatok)
- amelyekben részt vesz mind a reflexió, mind a külső érzékelés (idő, öröm)

#### Elsődleges és másodlagos minőségek
Locke-nak az elsődleges és másodlagos minőségekről szóló tanítása Galilei, Descartes, Hobbes és további, 18. századi gondolkodók azon tanításához csatlakozik, amely szerint az érzetminőségek, színek, szagok, hangok abban a formában, ahogyan mi érzékeljük őket, nincsenek meg az érzékeléstől független valóságban, hanem a valóságban csak a testek geometriai, mennyiségileg kifejezhető tulajdonságai és a testek mozgásai vannak meg. Ezeknek az érzékszerveinkre gyakorolt hatása váltja ki bennünk az érzetminőségeket: az egyszerű eszméket a dolgok tulajdonságainak az érzékszerveinkre gyakorolt hatása váltja ki bennünk, mely tulajdonságokat Locke elsődleges, illetve másodlagos tulajdonságokra osztja fel. Az elsődleges minőségek érzékszerveinkre hatva olyan eszméket hoznak létre elménkben, amelyek hasonlítanak az őket létrehozó tulajdonságokra, azok képmásai, hasonmásai:

„Az így tekintett tulajdonságok a testekben először is olyanok, hogy a testtől teljesen elválaszthatatlanok, akármilyen állapotban legyen is a test; olyanok, hogy a test bármilyen módosulásokat és elváltoztatásokat szenved, bármiféle erőket is fejtenek ki vele szemben, azokat állandóan megtartja. ”

– Értekezés az emberi értelemről (II. könyv, 8. fejezet, 9.§)

Elsődleges minőségek: a kiterjedés, az alak, a nagyság stb. Másodlagos tulajdonságok azok, melyek nem hasonlítanak az őket létrehozó tárgyakra: szín, szag, hang, íz stb.:

„Másodszor: vannak olyan tulajdonságok, melyek a tárgyakban igazság szerint semmi egyebek, mit erők arra, hogy elsődleges tulajdonságaikkal, vagyis érzékelhetetlen kis részeiknek a térfogatával, alakjával elrendezésével és mozgásával bennünk különböző érzeteket ébresszenek, mint színek, hangok, ízek, stb. Ezeket másodlagos tulajdonságoknak hívom. ”

– Értekezés az emberi értelemről (II. könyv, 8. fejezet, 10. §)

Az elsődleges és a másodlagos minőségek közti kapcsolatot képtelenek vagyunk felfogni – írta Locke. Akár az egyes testek tulajdonságait, akár különböző testek egymásra gyakorolt hatását vizsgáljuk, csak az elsődleges tulajdonságokra vonatkozóan vagyunk képesek szükségszerű kapcsolatokat kimutatni, a másodlagosokra vonatkozóan nem. Ezért a testekre vonatkozó ismereteink sohasem emelkedhetnek a tudomány rangjára.

#### Egyszerű és összetett eszmék
Az emberi szellem – írta Locke – rendelkezik azzal az aktív képességgel, hogy összehasonlítás, szétválasztás, összekapcsolás és elvonatkoztatás útján összetett eszméket alkosson, amelyek alkotórészei az egyszerű eszmék. Az elme aktivitása passzív az egyszerű eszmék befogadásában, azonban aktív az összetett eszmék kialakításában. Az összetett eszmék három fajtáját különbözteti meg Locke: szubsztanciák, móduszok és viszonyok.
- A szubsztanciák osztályán belül különbséget kell tenni a konkrét szubsztanciák (például ló, ember, fa) között és a szubsztancia általános eszméje között. A konkrét szubsztancia összetett eszméjét alkotó egyszerű eszméknek megfelelő tulajdonságok nem önmagukban léteznek, hanem van valamilyen hordozójuk, valaminek a tulajdonságai. A szubsztancia általános eszméje erre a valamire, a tulajdonságok hordozójára vonatkozik, ami valójában megismerhetetlen, csak a szubsztancia tulajdonságait ismerhetjük meg, azt, hogy minek a tulajdonságai, azt azonban nem.
- A móduszok olyan összetett eszmék, amelyek nem önmagukban állnak, hanem szubsztanciákon fordulnak elő (például a nap az idő módusza). A kevert móduszokhoz tartoznak az erkölcsi fogalmak (például igazságosság)
- A viszonyok olyan eszmék, mint az ok és okozat.

#### A tudás
Az emberi ismereteket Locke tudásra és valószínű ismeretekre osztja: amikor meg lehet mutatni, hogy két eszménk milyen viszonyban áll egymással, akkor tudással rendelkezünk, ha nem tudjuk ezt a viszonyt meghatározni, akkor valószínű ismerettel állunk szemben:

„Tudásunk csupán ideáinkra vonatkozik. Úgy látom tehát, hogy a tudás semmi egyéb, mint ideáink összekapcsolásának és megegyezésének vagy meg nem egyezésének és összeférhetetlenségének az észrevevése. Egyedül ebben áll.”

– Értekezés az emberi értelemről (IV. könyv 1. fejezet, 2. §

A megegyezés négyféle lehet:
- azonosság vagy különbözőség
- reláció
- koegzisztencia vagy szükségszerű összefüggés
- reális létezés.[7]

A tudás a bizonyosság foka szerint további három csoportba osztható:
1. A legmagasabb fokon az intuitív ismeretek állnak. Az intuíció abban áll, hogy két eszmét közvetlenül hasonlítunk össze egymással, s így közvetlenül észleljük, hogy milyen viszonyban állnak egymással. Intuitív ismeret például, hogy az öt nagyobb a háromnál.
2. A második fokon a demonstratív ismeretek állnak, más néven bizonyítható, bizonyításra szoruló ismeretek. A bizonyítás menete az, hogy két eszmét nem közvetlenül hasonlítunk össze egymással, hanem más eszmék közvetítésének a segítségével. Ilyen ismeretek például a matematika levezetett igazságai.
3. A harmadik fokon azok az ismeretek állnak, melyek nem bizonyításon alapulnak, hanem az érzékelésen, ezeket az ismereteket Locke szenzitív ismereteknek nevezi: ezzel a tudással tudunk egyes véges lények létezéséről magunkon kívül.

### Locke filozófiájának hatásai
Locke filozófiája egymással ellentétes filozófiai irányzatokra is hatást gyakorolt: George Berkeley és David Hume Locke ismeretelméletéből indultak ki a gondolkodásukban, a 18. századi materialista filozófusok pedig Locke empirizmusát fejlesztették tovább, figyelmen kívül hagyva a vallásról alkotott nézeteit. Azonban a legnagyobb hatással a későbbi filozófiára a társadalmi szerződésről alkotott elmélete volt.

## Magyarul megjelent művei
- A' gyermekek neveléséről; ford. Székely Ádám; Református Collegium Ny., Kolozsvár, 1771
- Az erköltsi nevelésről; Locke és mások után ford. Székely Ádám; Burián, Buda, 1829
- Gondolatok a nevelésről; ford., bev., jegyz. Mutschenbacher Gyula; Katholikus Középiskolai Tanáregyesület, Bp., 1914 (Pedagógiai könyvtár)
- A tanulásról; ford. Mutschenbacher Gyula; Dobay Ny., Gyula, 1915
- Értekezés az emberi értelemről, 1-2.; ford. Dienes Valéria; Akadémiai, Bp., 1964 (Filozófiai írók tára)
- Levél a vallási türelemről. Latin szöveg és magyar fordítás; szövegkritika, előszó Raymond Klibansky, ford. Halasy-Nagy József, átdolg. Gecse Gusztáv, bev. Mátrai László; Akadémiai, Bp., 1973 (Filozófiai írók tára)
- Értekezés a polgári kormányzat igazi eredetéről, hatásköréről és céljáról; bev., jegyz. Kontler László, ford. Endreffy Zoltán; Gondolat, Bp., 1986 (Politikai gondolkodók)
- Levél a vallási türelemről; tan., jegyz., bibliográfia Reisinger János, Halasy-Nagy József ford. alapján kiigazította Gecse Gusztáv; Bibliaiskolák Közössége, Bp., 1992 (Oltalom-könyvek)
- Második értekezés a polgári kormányzatról; ford. Endreffy Zoltán, bev., jegyz. Nagy Levente; Polis, Kolozsvár, 1999 (Politeia)
- A vallási türelemről; vál., szerk. Kontler László; Stencil Kulturális Alapítvány, Bp., 2003
- Értekezés az emberi értelemről; szerk., utószó Faragó-Szabó István, ford. Vassányi Miklós, Csordás Dávid; Osiris, Bp., 2003 (Sapientia humana)